# Isidro Nozal
Isidro Nozal Vega (Baracaldo, 18 de octubre de 1977) es un exciclista español. Criado y afincado en Guriezo (Cantabria), se desenvolvía especialmente bien en la contrarreloj.
Su hermano Carlos Nozal también fue ciclista profesional.

## Biografía

### Debut
Comenzó su carrera profesional en el equipo ONCE, de la mano de Manolo Saiz.

### Auge en la Vuelta 2003
Pasó del anonimato a la fama en la temporada 2003 cuando estuvo cerca de ganar la Vuelta a España. A pesar de acudir como gregario a la Vuelta, consiguió hacerse con el malliot de líder, que solo soltaría tras finalizar la penúltima etapa, una cronoescalada a Abantos, en la que Roberto Heras le arrebató el liderato.
Este gran resultado aumentó notablemente su notoriedad, derivando en rumores sobre un posible fichaje por otro equipo (especialmente, el Euskaltel-Euskadi, donde encajaba con la filosofía de contrataciones del equipo) como jefe de filas. Sin embargo, el ciclista decidió permanecer en el equipo de Manolo Saiz.

### Gregario de Heras
En 2004 tuvo una temporada discreta, desempeñando sobre todo labores de gregario para su anterior rival y ahora líder Roberto Heras, ayudando a éste a lograr el maillot oro (victoria en la clasificación general) en la Vuelta a España.
En 2005 dio una tasa de hematocrito superior al máximo permitido (50%) en un control antidopaje previo a la Dauphiné Libéré. Este hematocrito alto sugería un posible caso de dopaje (aunque no lo demostraba, por lo que no fue sancionado). Por este motivo, no pudo competir durante dos semanas, el plazo dado por la UCI para que el hematocrito vuelva a ser normal y no suponga un riesgo para el deportista (un hematocrito superior al 50%, además de sugerir dopaje, supone un riesgo para la salud). Tras este episodio (sobre el que la Operación Puerto arrojaría nuevos datos), el ciclista volvió a tiempo para ser gregario de Roberto Heras en la Vuelta a España;

### Operación Puerto
En 2006, en el marco de la Operación Puerto, fue identificado por la Guardia Civil como cliente de la red de dopaje liderada por Eufemiano Fuentes. Entre las pruebas recabadas por el instituto armado se encontraban las siguientes:
- un calendario personalizado de administración de medicamentos y extracciones/reposiciones de sangre.[7] En ese calendario se observaba que a Nozal le fueron administradas hormona de crecimiento y reposiciones sanguíneas el día anterior a que diera una tasa de hematocrito superior al máximo permitido (50%) en un control previo a la Dauphiné Libéré de 2005, lo cual explicaría dicho resultado.[7] Asimismo, este hallazgo en la documentación incautada anulaba la justificación esgrimida en su momento por el equipo y el ciclista (que días antes del control había dado resultados normales en una clínica española), al haber acontecido las prácticas dopantes tras el día en que se hicieron los análisis y justo un día antes del control antidopaje de la UCI.[7]

- la declaración efectuada durante su detención por Manolo Saiz, confesando que él mismo pidió al Dr. Fuentes que se encargara de Nozal al finalizar la temporada 2004.[7][8]

- el Documento 9, con anotación de extracciones/reposiciones de sangre, IGF-1 y EPO. Este documento contenía asimismo anotaciones manuscritas por Fuentes con referencia de "le doy" IGF-1, hormona de crecimiento, EPO por la referencia a 10 000 (supuestamente unidades internacionales), a los que se les asociaba una cantidad económica de 1.020 euros.[8]

Nozal no fue sancionado por la Justicia española al no ser el dopaje un delito en España en ese momento, y tampoco recibió ninguna sanción deportiva al negarse el juez instructor del caso a facilitar a los organismos deportivos internacionales (AMA, UCI) las pruebas que demostrarían su implicación como cliente de la red de dopaje.

### Tras la Operación Puerto

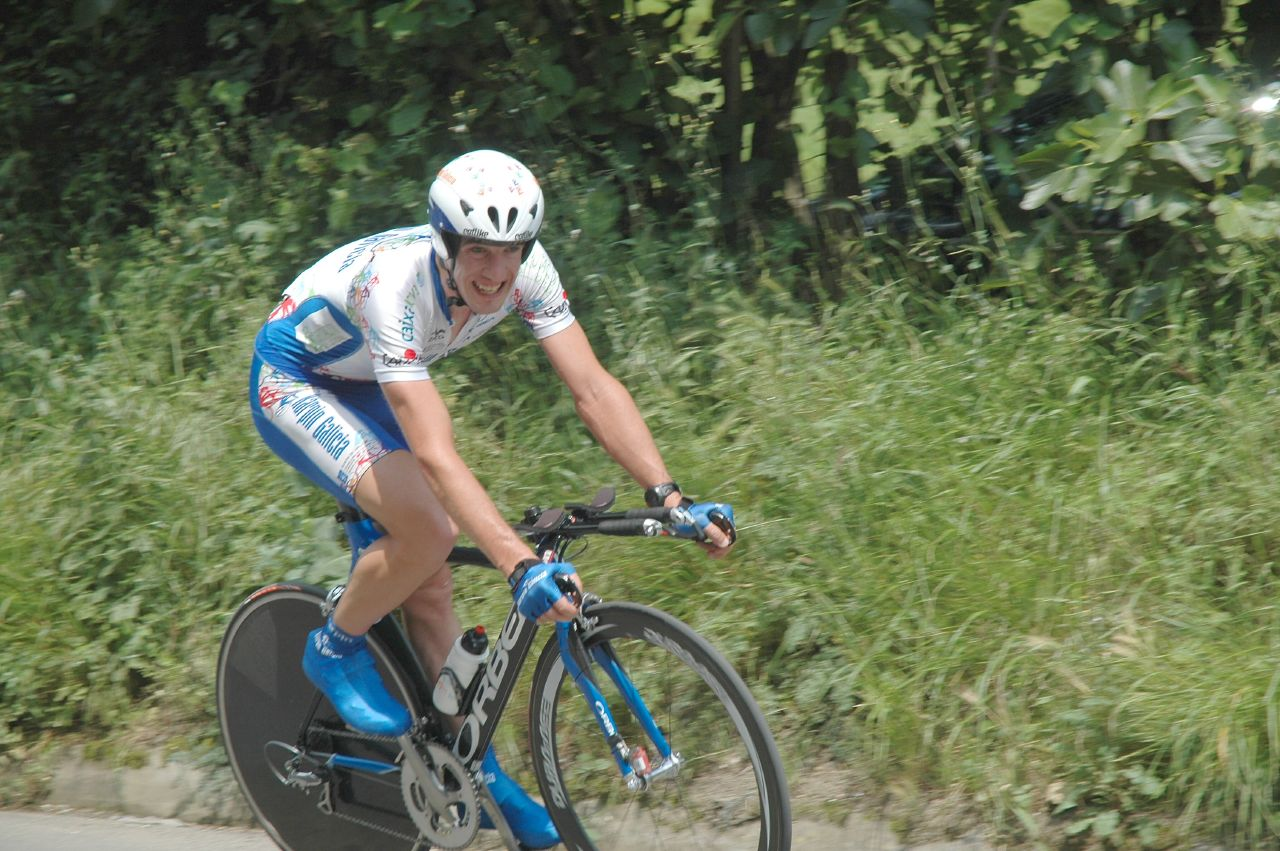
Nozal, en la Bicicleta Vasca 2007.

En 2007 corrió en el equipo Karpin Galicia de Álvaro Pino, de categoría Continental, sin resultados relevantes.
En el año 2008 entró a formar parte del equipo portugués Liberty Seguros Continental, donde continúa en 2009. 

### Positivo por CERA
El 18 de septiembre de 2009 se hizo público su positivo por CERA en la Vuelta a Portugal, al igual que dos de sus compañeros del equipo Liberty Seguros Continental, Héctor Guerra y Nuno Ribeiro. El 21 de octubre la UCI anunció que el contraanálisis había confirmado los positivos de todos ellos.
La UCI confirmó la sanción de dos años de suspensión (hasta el 2 de agosto de 2011) decidida por la RFEC y añadió una sanción económica de 17.500 euros.

## Palmarés
2002
- 1 etapa de la Clásica de Alcobendas

2003
- 2.º en la Vuelta España, más 2 etapas

## Resultados en Grandes Vueltas y Campeonatos del Mundo
| Carrera              | Carrera              | 1999 | 2000 | 2001 | 2002 | 2003 | 2004 | 2005 | 2006 | 2007 | 2008 | 2009 |
| -------------------- | -------------------- | ---- | ---- | ---- | ---- | ---- | ---- | ---- | ---- | ---- | ---- | ---- |
|                      | Giro de Italia       | —    | —    | 68.º | —    | —    | —    | —    | —    | —    | —    | —    |
|                      | Tour de Francia      | —    | —    | —    | 38.º | 72.º | 73.º | —    | —    | —    | —    | —    |
|                      | Vuelta a España      | —    | —    | —    | —    | 2.º  | 7.º  | Ab.  | —    | —    | —    | —    |
| Mundial en Ruta      | Mundial en Ruta      | —    | —    | —    | —    | —    | 62.º | —    | —    | —    | —    | —    |
| Mundial Contrarreloj | Mundial Contrarreloj | —    | —    | —    | —    | 4.º  | 34.º | —    | —    | —    | —    | —    |

—: no participa

Ab.: abandona

## Equipos
- ONCE/Liberty Seguros/Würth Team/Astana (1998-2006)
  - ONCE (1998)
  - ONCE-Deutsche Bank (1999-2000)
  - ONCE-Eroski-Würth (2001)
  - ONCE-Eroski (2002-2003)
  - Liberty Seguros (2004)
  - Liberty Seguros-Würth Team (2005-2006) (hasta mayo)
  - Würth Team (2006) (hasta junio)
  - Astana-Würth Team (2006) (hasta julio)
  - Astana (2006)
- Karpin Galicia (2007)
- Liberty Seguros Continental (2008-2009)